# Harriet Lane
Harriet Lane (n. 9 mai 1830 - d. 3 iulie 1903) a fost nepoata lui James Buchanan, Președinte al Statelor Unite ale Americii. A fost Prima Doamnă a Statelor Unite ale Americii între 1857 și 1861.